# الغواصة الألمانية يو-31 (أس181)
يو-31 (أس181) هي غواصة من الفئة 212 تابعة للبحرية الألمانية، وهي السفينة الرائدة في فئتها.
تم بناء يو-31 بواسطة تي كيه أم أس في أحواض بناء السفن التابعة لنورد سي ويرك في إمدن وأتش دي دبليو في كيل. تم إطلاقها في 20 مارس 2002، تم تكليفها إلى جانب شقيقتها يو-32 من قبل وزير الدفاع الألماني بيتر شتروك في إكرنفورد في 19 أكتوبر 2005. تمتلك الغواصة محرك ديزل واحد ومحرك كهربائي بتسع خلايا وقود، مما يجعل الغواصة غير قابلة للكشف تقريبًا. قائد الغواصة كورفيتنكابيتان Bert Petzold.

## التاريخ
تم بناء يو-31 في حوضين لبناء السفن حيث تولت نورد سي ويرك بناء المؤخرة ونظام الدفع في مدينة إمدن، وتولت أتش دي دبليو بناء الجزء الثاني. تكلف غواصات الفئة 212إيه حوالي 500 مليون يورو. وهي مجهزة بتقنية خلايا الوقود وتعتبر غير قابلة للكشف تقريبًا، ويمكن أن تظل مغمورة لمدة تصل إلى ثلاثة أسابيع. لا تطلق خلايا الوقود أي انبعاثات فعليًا، باستثناء الماء المقطر، مما ينتج عنه ضوضاء وأبخرة أقل.
تم تكليف يو-31 و يو-32 في إكرنفورده في 19 أكتوبر 2005 من قبل وزير الدفاع بيتر شتروك، بحضور مفتش نائب الأميرال البحري وولفجانج نولتينج. تتمركز هذه السفن وسفنها الشقيقة في Eckernförde وتشكل جزءًا من فرقة Ubootgeschwader الأولى (سرب الغواصات الأول) في Einsatzflottille 1 .

## روابط خارجية
- Norddeutscher Rundfunk: "nordstory: Die Orkanfahrt der U31 على يوتيوب " (فيديو، الترجمة الألمانية، الإنجليزية، 58:30 دقيقة). وثائق تلفزيونية حول U-31 تعبر بحر الشمال على سطح أثناء عاصفة ريفية أوروبية في عام 2014.